# Owen Moore
Owen Moore (Fordstown Crossroads, 12 dicembre 1886 – Beverly Hills, 9 giugno 1939) è stato un attore irlandese naturalizzato statunitense.
Famoso all'epoca del muto, fu il primo marito di Mary Pickford.

## Biografia
Owen Moore, nato in Irlanda, nella contea di Meath, emigrò con la famiglia negli Stati Uniti. Lui e i suoi fratelli Tom, Matt e Joe abbracciarono la carriera artistica, diventando famosi come attori. I due che ebbero più successo furono Tom e Owen. Il secondo cominciò a lavorarare alla Biograph di Griffith alla fine del 1908, interpretando The Guerrilla, la prima di 279 pellicole che avrebbe girato nella sua carriera. Fu proprio alla Biograph che, nel 1909, Owen conobbe Gladys Smith, una giovane attrice canadese proveniente dal teatro cui il famoso impresario David Belasco aveva cambiato il nome in Mary Pickford.
Con lei, Owen interpretò numerosi film diretti da David W. Griffith, iniziando una relazione amorosa osteggiata però dalla madre di lei. Così i due, quando decisero di sposarsi, lo fecero segretamente. Il matrimonio ebbe luogo il 7 gennaio 1911. L'anno seguente, Moore firmò un contratto con i Victor Studios, diventando protagonista in una serie di film a fianco dell'attrice Florence Lawrence, proprietaria degli studios.
Mary Pickford, dal canto suo, aveva lasciato la Biograph per raggiungere la Independent Moving Pictures (IMP) dove rimpiazzò proprio Florence Lawrence, star della casa di produzione. Carl Laemmle, proprietario dell'IMP - che sarebbe ben presto diventata la Universal - fece mettere una clausola nel contratto firmato da Pickford, dove Owen, marito dell'attrice, veniva a far parte della transazione.
Umiliato dalla clausola che lo metteva in secondo piano e messo in ombra dalla rapida carriera della moglie, ormai diventata una stella di prima grandezza, Owen Moore si diede al bere, diventando ben presto un alcoolizzato. Depresso, cominciò a reagire in maniera violenta, mettendo in crisi il matrimonio con Mary Pickford. La quale, nel frattempo, aveva conosciuto quello che sarebbe diventato il suo secondo marito, l'attore Douglas Fairbanks: ambedue coniugati infelicemente, però, i due famosi attori incontrarono una serie di ostacoli prima di poter divorziare e potersi poi finalmente sposare nel 1920.
Moore si sposò anche lui una seconda volta, nel 1921, di nuovo con un'attrice, Katherine Perry. La sua carriera subì un tracollo per i problemi legati all'alcool: pur essendo un bravo cantante e un buon musicista, non riuscì più a sfruttare questi suoi talenti, non utilizzabili in precedenza all'epoca del cinema muto. Quando, infatti, il cinema divenne sonoro, la sua carriera ormai era rovinata. Girò nel 1937 il suo ultimo film, È nata una stella:  un soggetto che adombrava proprio la sua stessa vicenda, con protagonista una giovane attrice la cui brillante ascesa mette in ombra la carriera del marito, all'inizio più famoso di lei. Un declino inarrestabile che porterà l'uomo, depresso e alcoolizzato, alla rovina completa.
Owen Moore morì a Beverly Hills due anni dopo, il 9 giugno 1939, per un attacco cardiaco e fu sepolto al Calvary Cemetery a East Los Angeles.

## Riconoscimenti
Per il suo contributo all'industria cinematografica, gli venne dedicata la Star 6743 sulla Hollywood Walk of Fame al 6727 Hollywood Blvd.

## Filmografia
Di seguito sono elencati i film girati da Owen Moore.

La filmografia - secondo IMDb - è completa. Quando manca il nome del regista, questo non viene riportato nei titoli

### 1908
- The Guerrilla, regia di David W. Griffith – cortometraggio (1908)
- The Valet's Wife, regia di David W. Griffith – cortometraggio (1908)

### 1909
- The Heart of an Outlaw, regia di David W. Griffith – cortometraggio (1909)
- The Honor of Thieves, regia di David W. Griffith – cortometraggio (1909)
- The Sacrifice, regia di David W. Griffith – cortometraggio (1909)
- A Rural Elopement, regia di David W. Griffith – cortometraggio (1909)
- The Criminal Hypnotist, regia di David W. Griffith – cortometraggio (1909)
- The Welcome Burglar, regia di David W. Griffith – cortometraggio (1909)
- The Brahma Diamond, regia di David W. Griffith – cortometraggio (1909)
- His Ward's Love, regia di David W. Griffith – cortometraggio (1909)
- The Joneses Have Amateur Theatricals, regia di David W. Griffith – cortometraggio (1909)
- The Golden Louis, regia di David W. Griffith – cortometraggio (1909)
- The Prussian Spy, regia di David W. Griffith – cortometraggio (1909)
- His Wife's Mother, regia di David W. Griffith – cortometraggio (1909)
- A Fool's Revenge, regia di David W. Griffith – cortometraggio (1909)
- The Roue's Heart, regia di David W. Griffith – cortometraggio (1909)
- The Salvation Army Lass, regia di David W. Griffith – cortometraggio (1909)
- The Lure of the Gown, regia di David W. Griffith – cortometraggio (1909)
- The Voice of the Violin, regia di David W. Griffith – cortometraggio (1909)
- The Deception, regia di David W. Griffith – cortometraggio (1909)
- A Burglar's Mistake, regia di David W. Griffith – cortometraggio (1909)
- The Medicine Bottle, regia di David W. Griffith – cortometraggio (1909)
- Jones and His New Neighbors, regia di David W. Griffith – cortometraggio (1909)
- A Drunkard's Reformation, regia di David W. Griffith – cortometraggio (1909)
- Trying to Get Arrested, regia di David W. Griffith – cortometraggio (1909)
- Schneider's Anti-Noise Crusade, regia di David W. Griffith – cortometraggio (1909)
- A Rude Hostess, regia di David W. Griffith – cortometraggio (1909)
- The Winning Coat, regia di David W. Griffith – cortometraggio (1909)
- A Sound Sleeper, regia di David W. Griffith – cortometraggio (1909)
- Confidence, regia di David W. Griffith – cortometraggio (1909)
- Lady Helen's Escapade, regia di David W. Griffith – cortometraggio (1909)
- A Troublesome Satchel, regia di David W. Griffith – cortometraggio (1909)
- Twin Brothers, regia di David W. Griffith – cortometraggio (1909)
- Lucky Jim, regia di David W. Griffith – cortometraggio (1909)
- Tis an Ill Wind That Blows No Good, regia di David W. Griffith – cortometraggio (1909)
- The Suicide Club, regia di David W. Griffith – cortometraggio (1909)
- The Eavesdropper, regia di David W. Griffith – cortometraggio (1909)
- The Note in the Shoe, regia di David W. Griffith – cortometraggio (1909)
- One Busy Hour, regia di David W. Griffith – cortometraggio (1909)
- The French Duel, regia di David W. Griffith – cortometraggio (1909)
- Jones and the Lady Book Agent, regia di David W. Griffith – cortometraggio (1909)
- A Baby's Shoe, regia di David W. Griffith – cortometraggio (1909)
- The Jilt, regia di David W. Griffith – cortometraggio (1909)
- Resurrection, regia di David W. Griffith – cortometraggio (1909)
- Two Memories, regia di David W. Griffith – cortometraggio (1909)
- The Cricket on the Hearth, regia di David W. Griffith – cortometraggio (1909)
- His Duty, regia di David W. Griffith – cortometraggio (1909)
- Eradicating Aunty, regia di David W. Griffith – cortometraggio (1909)
- What Drink Did, regia di David W. Griffith – cortometraggio (1909)
- The Violin Maker of Cremona, regia di David W. Griffith – cortometraggio (1909)
- The Lonely Villa, regia di David W. Griffith – cortometraggio (1909)
- The Son's Return, regia di David W. Griffith – cortometraggio (1909)
- The Faded Lilies, regia di David W. Griffith – cortometraggio (1909)
- Her First Biscuits, regia di David W. Griffith – cortometraggio  (1909)
- Was Justice Served?, regia di David W. Griffith – cortometraggio (1909)
- The Peachbasket Hat, regia di David W. Griffith – cortometraggio (1909)
- The Way of Man, regia di David W. Griffith – cortometraggio (1909)
- The Necklace, regia di D. W. Griffith – cortometraggio (1909)
- The Message, regia di David W. Griffith – cortometraggio (1909)
- The Cardinal's Conspiracy, regia di David W. Griffith – cortometraggio (1909)
- The Friend of the Family, regia di David W. Griffith – cortometraggio (1909)
- Tender Hearts, regia di David W. Griffith – cortometraggio (1909)
- Jealousy and the Man, regia di David W. Griffith – cortometraggio (1909)
- A Convict's Sacrifice, regia di David W. Griffith – cortometraggio (1909)
- The Slave, regia di David W. Griffith – cortometraggio (1909)
- A Strange Meeting, regia di David W. Griffith – cortometraggio (1909)
- The Mended Lute, regia di David W. Griffith – cortometraggio (1909)
- They Would Elope, regia di David W. Griffith – cortometraggio (1909)
- Mr. Jones' Burglar, regia di David W. Griffith – cortometraggio (1909)
- The Better Way, regia di David W. Griffith – cortometraggio (1909)
- With Her Card, regia di David W. Griffith – cortometraggio (1909)
- His Wife's Visitor, regia di David W. Griffith – cortometraggio (1909)
- The Indian Runner's Romance, regia di David W. Griffith – cortometraggio (1909)
- The Seventh Day, regia di David W. Griffith – cortometraggio (1909)
- The Mills of the Gods, regia di David W. Griffith – cortometraggio (1909)
- The Sealed Room, regia di David W. Griffith – cortometraggio (1909)
- The Little Darling, regia di David W. Griffith – cortometraggio (1909)
- The Hessian Renegades, regia di David W. Griffith – cortometraggio (1909)
- The Children's Friend, regia di David W. Griffith – cortometraggio (1909)
- The Broken Locket, regia di David W. Griffith – cortometraggio (1909)
- In Old Kentucky, regia di David W. Griffith – cortometraggio (1909)
- A Fair Exchange, regia di David W. Griffith – cortometraggio (1909)
- Leather Stocking, regia di David W. Griffith – cortometraggio (1909)
- The Awakening, regia di David W. Griffith – cortometraggio (1909)
- Pippa Passes or, The Song of Conscience, regia di David W. Griffith – cortometraggio (1909)
- A Change of Heart, regia di David W. Griffith – cortometraggio (1909)
- His Lost Love, regia di David W. Griffith – cortometraggio (1909)
- The Expiation, regia di David W. Griffith – cortometraggio (1909)
- Lines of White on a Sullen Sea, regia di David W. Griffith – cortometraggio (1909)
- Nursing a Viper, regia di David W. Griffith – cortometraggio (1909)
- 1909 The Light That Came, regia di David W. Griffith – cortometraggio (1909)
- The Restoration, regia di David W. Griffith – cortometraggio (1909)
- Two Women and a Man, regia di David W. Griffith – cortometraggio (1909)
- A Sweet Revenge, regia di David W. Griffith – cortometraggio (1909)
- The Open Gate, regia di David W. Griffith – cortometraggio (1909)
- The Mountaineer's Honor, regia di David W. Griffith – cortometraggio (1909)
- The Trick That Failed, regia di David W. Griffith – cortometraggio (1909)
- In the Window Recess, regia di David W. Griffith – cortometraggio (1909)
- The Death Disc: A Story of the Cromwellian Period, regia di David W. Griffith – cortometraggio (1909)
- Through the Breakers, regia di David W. Griffith – cortometraggio (1909)
- The Red Man's View, regia di David W. Griffith – cortometraggio (1909)
- A Corner in Wheat, regia di David W. Griffith – cortometraggio (1909)
- In Little Italy, regia di David W. Griffith – cortometraggio (1909)
- To Save Her Soul, regia di David W. Griffith – cortometraggio (1909)

### 1910
- The Rocky Road, regia di David W. Griffith – cortometraggio (1910)
- The Dancing Girl of Butte, regia di David W. Griffith – cortometraggio (1910)
- Her Terrible Ordeal, regia di David W. Griffith – cortometraggio (1910)
- The Last Deal, regia di David W. Griffith – cortometraggio (1910)
- The Coquette's Suitors, regia di Harry Solter – cortometraggio (1910)
- The Cloister's Touch, regia di David W. Griffith – cortometraggio (1910)
- The Woman from Mellon's, regia di David W. Griffith – cortometraggio (1910)
- The Course of True Love, regia di David W. Griffith – cortometraggio (1910)
- The Duke's Plan, regia di David W. Griffith – cortometraggio (1910)
- The Converts, regia di David W. Griffith – cortometraggio (1910)
- The Time-Lock Safe, regia di Harry Solter – cortometraggio (1910)
- The Love of Lady Irma, regia di Frank Powell – cortometraggio (1910)
- The Doctor's Perfidy, regia di Harry Solter – cortometraggio (1910)
- In the Border States, regia di David W. Griffith – cortometraggio (1910)
- Never Again, regia di David W. Griffith e Frank Powell – cortometraggio (1910)
- A Game for Two, regia di Harry Solter – cortometraggio (1910)
- What the Daisy Said, regia di David W. Griffith – cortometraggio (1910)
- A Child's Faith, regia di D.W. Griffith – cortometraggio (1910)
- Serious Sixteen, regia di D.W. Griffith – cortometraggio (1910)
- The Call to Arms, regia di David W. Griffith – cortometraggio (1910)
- The Irony of Fate, regia di Harry Solter – cortometraggio (1910)
- The Widow, regia di Harry Solter – cortometraggio (1910)
- The Right Girl, regia di Harry Solter – cortometraggio (1910)
- Little Angels of Luck, regia di D.W. Griffith – cortometraggio (1910)
- The Iconoclast, regia di D.W. Griffith – cortometraggio (1910)
- All the World's a Stage, regia di Harry Solter – cortometraggio (1910)
- How Hubby Got a Raise, regia di Frank Powell – cortometraggio (1910)
- The Broken Doll, regia di D.W. Griffith (1910)
- The Count of Montebello, regia di Harry Solter (1910)
- The Fugitive, regia di D.W. Griffith (1910)
- Love in Quarantine, regia di Frank Powell (1910)
- The Aspirations of Gerald and Percy (1910)
- Happy Jack, a Hero, regia di Frank Powell (1910)
- His Sister-In-Law, regia di D.W. Griffith (1910)
- White Roses, regia di Frank Powell, D.W. Griffith (1910)

### 1911
- Their First Misunderstanding, regia di Thomas H. Ince e George Loane Tucker – cortometraggio (1911)
- The Midnight Marauder, regia di Frank Powell – cortometraggio (1911)
- The Dream, regia di Thomas H. Ince e George Loane Tucker – cortometraggio (1911)
- Maid or Man, regia di Thomas H. Ince – cortometraggio (1911)
- The Mirror, regia di Thomas H. Ince – cortometraggio (1911)
- The Convert, regia di Thomas H. Ince – cortometraggio (1911)
- Artful Kate, regia di Thomas H. Ince – cortometraggio (1911)
- The Lily of the Tenements (1911)
- A Manly Man, regia di Thomas H. Ince (1911)
- The Message in the Bottle, regia di Thomas H. Ince (1911)
- The Fisher-Maid, regia di Thomas H. Ince (1911)
- In Old Madrid, regia di Thomas H. Ince (1911)
- Sweet Memories, regia di Thomas H. Ince (1911)
- The Stampede, regia di Thomas H. Ince (1911)
- Second Sight, regia di Thomas H. Ince e Joseph W. Smiley (1911)
- The Fair Dentist, regia di Thomas H. Ince (1911)
- For Her Brother's Sake di Thomas H. Ince (1911)
- The Last Appeal, regia di Thomas H. Ince (1911)
- The Grind (1911)
- Back to the Soil, regia di Thomas H. Ince (1911)
- Behind the Stockade, regia di Thomas H. Ince e George Loane Tucker (1911)
- In the Sultan's Garden, regia di William H. Clifford e Thomas H. Ince (1911)
- For the Queen's Honor, regia di Thomas H. Ince (1911)
- A Gasoline Engagement, regia di Thomas H. Ince (1911)
- The Call of the Song, regia di Thomas H. Ince (1911)
- Behind the Times, regia di Thomas H. Ince – cortometraggio (1911)
- The Better Way, regia di Thomas H. Ince (1911)
- Love in the Hills, regia di D.W. Griffith (1911)
- The Courting of Mary, regia di James Kirkwood e George Loane Tucker – cortometraggio (1911)
- Love Heeds Not Showers, regia di Owen Moore (1911)
- Little Red Riding Hood, regia di James Kirkwood e George Loane Tucker – cortometraggio (1911)
- The Portrait, regia di Thomas H. Ince e George Loane Tucker (1911)
- The Caddy's Dream (1911)

### 1912
- Honor Thy Father (1912)
- The Lesser Evil, regia di D.W. Griffith (1912)
- In Swift Waters, regia di Harry Solter (1912)
- The Players, regia di Harry Solter (1912)
- Not Like Other Girls, regia di Harry Solter (1912)
- Taking a Chance, regia di Harry Solter (1912)
- The Mill Buyers, regia di Harry Solter (1912)
- The Chance Shot, regia di Harry Solter (1912)
- Her Cousin Fred, regia di Harry Solter (1912)
- The Winning Punch, regia di Harry Solter (1912)
- After All, regia di Harry Solter (1912)
- All for Love, regia di Harry Solter (1912)
- Flo's Discipline, regia di Harry Solter (1912)
- The Advent of Jane, regia di Harry Solter (1912)
- Tangled Relations, regia di Harry Solter (1912)
- Betty's Nightmare, regia di Harry Solter (1912)
- The Cross-Roads, regia di Harry Solter (1912)
- The Angel of the Studio, regia di Harry Solter (1912)
- The Redemption of Riverton, regia di Harry Solter (1912)
- Sisters, regia di Harry Solter (1912)
- The Lady Leone, regia di Harry Solter (1912)
- Was Mabel Cured? (1912)
- It Happened Thus (1912)
- The Foolishness of Oliver (1912)
- Owing More, regia di Harry Solter – cortometraggio (1912)
- The Consequences (1912)
- The Professor's Dilemma (1912)

### 1913
- The Grouch (1913)
- The Lie (1913)
- The Hypocrite (1913)
- Sunny Smith (1913)
- The Duelists (1913)
- The Appeal (1913)
- That Boy from Missouri  (1913)
- The Suffragette Minstrels, regia di Dell Henderson  (1913)
- Percy H. Baldwin, Trifler (1913)
- The Closed Door, regia di Harry Solter (1913)
- So Runs the Way, regia di Christy Cabanne – cortometraggio (1913)
- Caprice, regia di J. Searle Dawley (1913)

### 1914
- The Smugglers of Sligo, regia di Christy Cabanne (1914)
- Donna che ama (The Battle of the Sexes), regia di D.W. Griffith (1914)
- The Godfather, regia di James Kirkwood (1914)
- Amore di madre o Home, Sweet Home, regia di D.W. Griffith (1914)
- The Escape, regia di David W. Griffith (1914)
- Aftermath (1914)
- Cinderella, regia di James Kirkwood (1914)

### 1915
- Mistress Nell, regia di James Kirkwood (1915)
- Pretty Mrs. Smith, regia di Hobart Bosworth (1915)
- Help Wanted, regia di Hobart Bosworth (1915)
- Betty in Search of a Thrill, regia di Phillips Smalley, Lois Weber (1915)
- Mabel Lost and Won, regia di Mack Sennett – cortometraggio (1915)
- The Little Teacher, regia di Mack Sennett – cortometraggio (1915)
- Nearly a Lady, regia di Hobart Bosworth (1915)
- 'Twas Ever Thus (1915)
- Jordan Is a Hard Road, regia di Allan Dwan (1915)

### 1916

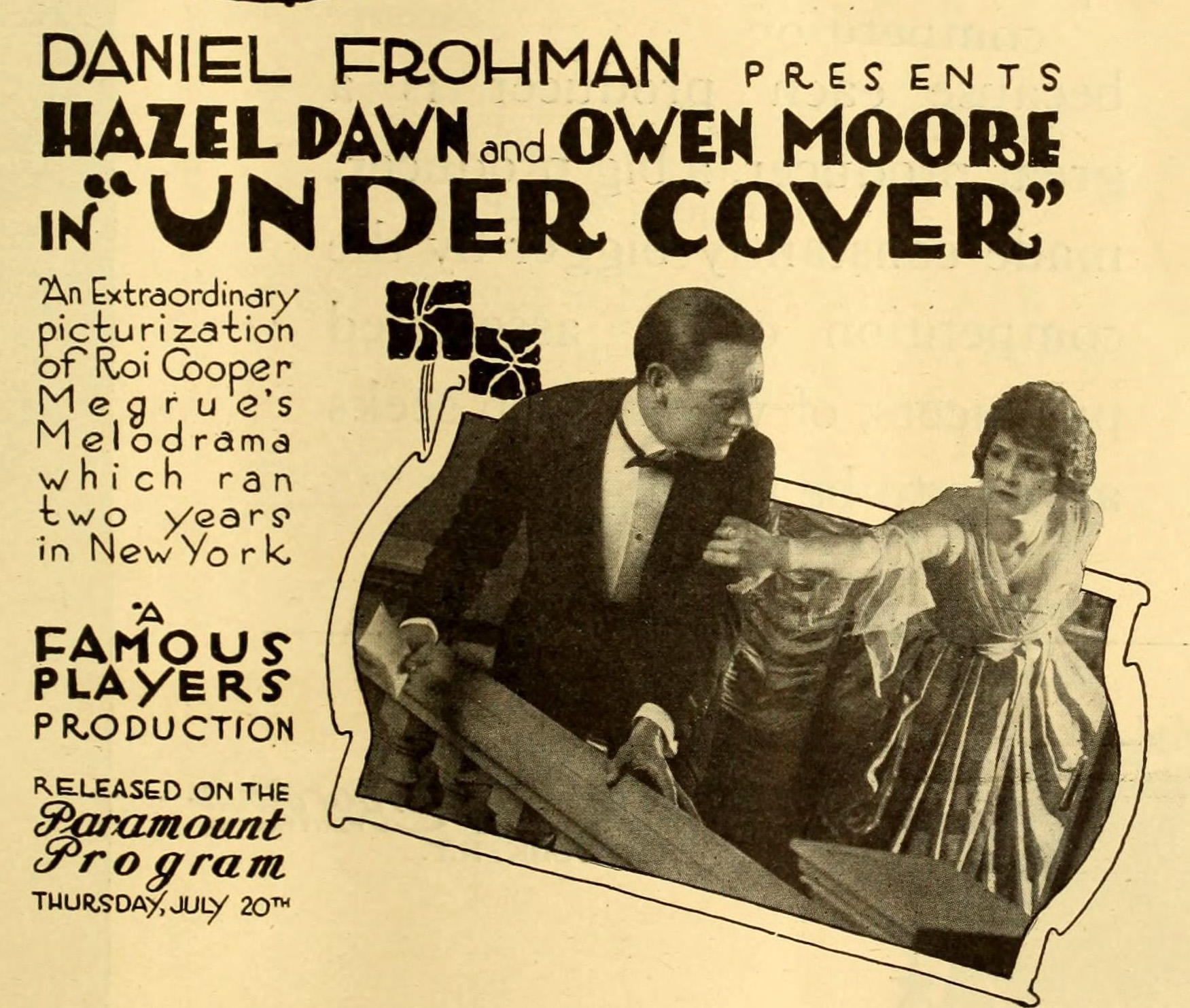
Under Cover (1916)

- Betty of Greystone, regia di Allan Dwan (1916)
- Little Meena's Romance, regia di Paul Powell (1916)
- Susan Rocks the Boat, regia di Paul Powell (1916)
- Under Cover, regia di Robert G. Vignola (1916)
- Intolerance: Love's Struggle Throughout the Ages, regia di David W. Griffith (1916)
- Rolling Stones, regia di Dell Henderson (1916)
- The Kiss, regia di Dell Henderson  (1916)
- A Coney Island Princess, regia di Dell Henderson (1916)

### 1917
- A Girl Like That, regia di Dell Henderson (1917)
- The Little Boy Scout, regia di Francis J. Grandon (1917)

### 1919
- The Crimson Gardenia, regia di Reginald Barker (1919)
- Piccadilly Jim, regia di Wesley Ruggles

### 1920
- Il rapimento di Miss Mhyss (Sooner or Later), regia di Wesley Ruggles (1920)
- The Desperate Hero, regia di Wesley Ruggles (1920)
- Ah! sposiamoci subito! (The Poor Simp), regia di Victor Heerman (1920)

### 1921
- Prestami tua moglie (The Chicken in the Case), regia di Victor Heerman (1921)
- A Divorce of Convenience, regia di Robert Ellis (1921)

### 1922
- Sperduti sull'Oceano (Reported Missing), regia di Henry Lehrman (1922)
- Oh, Mabel Behave, regia di Mack Sennett e (non accreditato) Ford Sterling (1922)
- Love Is an Awful Thing, regia di Victor Heerman (1922)

### 1923
- Modern Matrimony, regia di Lawrence C. Windom  (1923)
- Hollywood, regia di James Cruze (1923)
- The Silent Partner, regia di Charles Maigne  (1923)
- Thundergate, regia di Joseph De Grasse (1923)
- Her Temporary Husband, regia di John McDermott (1923)

### 1924
- Torment, regia di Maurice Tourneur (1924)
- East of Broadway, regia di William K. Howard (1924)

### 1925
- The Parasite, regia di Louis J. Gasnier (1925)
- Code of the West, regia di William K. Howard (1925)
- La brigantessa (Go Straight), regia di Frank O'Connor (1925)
- Camille of the Barbary Coast, regia di Hugh Dierker (1925)
- False Pride, regia di Hugh Dierker (1925)

### 1926
- Il corvo (The Blackbird), regia di Tod Browning (1926)
- The Skyrocket, regia di Marshall Neilan  (1926)
- Married?, regia di George Terwilliger (1926)
- Money Talks, regia di Archie Mayo (1926)
- Il capitano di Singapore (The Road to Mandalay), regia di Tod Browning (1926)

### 1927
- The Red Mill, regia di William Goodrich (Roscoe 'Fatty' Arbuckle) (1927)
- La ballerina del taxi (The Taxi Dancer), regia di Harry F. Millarde (1927)
- Women Love Diamonds, regia di Edmund Goulding (1927)
- Mia moglie mi tradisce (Tea for Three), regia di Robert Z. Leonard (1927)
- Becky, regia di John P. McCarthy (1927)
- Husbands for Rent, regia di Henry Lehrman (1927)

### 1928
- L'attrice (The Actress), regia di Sidney Franklin (1928)

- Stolen Love, regia di Lynn Shores (1928)

### 1929
- High Voltage, regia di Howard Higgin (1929)

- L'ultimo viaggio (Side Street), regia di Malcolm St. Clair (1929)

### 1930/1937
- Che tipo di vedova (What a Widow!), regia di Allan Dwan (1930)
- Gli uomini della notte (Outside the Law), regia di Tod Browning (1930)
- Extravagance, regia di Phil Rosen (1930)
- Stout Hearts and Willing Hands, regia di Bryan Foy (1931)
- Hush Money, regia di Sidney Lanfield (1931)
- Come tu mi vuoi (As You Desire Me), regia di (non accreditato) George Fitzmaurice (1932)
- Lady Lou (She Done Him Wrong), regia di Lowell Sherman (1933)
- A Man of Sentiment, regia di Richard Thorpe (1933)
- È nata una stella (A Star Is Born), regia di William A. Wellman (1937)